# Tabanus macdonaldi
Tabanus macdonaldi är en tvåvingeart som beskrevs av Philip 1960. Tabanus macdonaldi ingår i släktet Tabanus och familjen bromsar. Inga underarter finns listade i Catalogue of Life.